# Псевдовампір
Megaderma (Псевдовампір) — рід ссавців родини Несправжні вампіри. Члени цього роду зустрічаються в Південній та Південно-Східній Азії. Наукова назва має грецьке походження й означає mega- — «великий», derma — «шкіра». Псевдовампір — назва, вживана в науковій літературі [Зиков 2006; Решетило 2013].

## Морфологія
Морфометрія. Довжина голови й тіла: 65—95 мм, нема видимого хвоста, довжина передпліччя: 50—75 мм, вага 23—28 для M. spasma і 40—60 гр для M. lyra.
Опис. Забарвлення M. spasma димчасто-синювато-сіре зверху й коричнювато-суре знизу. Забарвлення M. lyra сірувато-коричневе зверху й білувато-сіре знизу. 

## Поведінка
Селяться групами в печерах, ямах, будівлях і порожнистих деревах. Обидва види утворюють колонії по 3—30 особин, але сезонні колонії числом до 1500—2000 особин M. lyra були помічені в Індії. Вид M. lyra м'ясоїдний, споживає комах, павуків та хребетних, таких як інші рукокрилі, гризуни, птахи, жаби, риба. Спіймана жертва несеться на сідало, де з'їдається. M. spasma менш м'ясоїдний, в основному ці рукокрилі споживають коників та міль і вони також несуть здобич до гнізда. 

## Відтворення
Вагітність триває 150—160 діб. Народжується одне, зрідка два маля. Молодь росте швидко. Вигодовується молоком 2—3 місяці. Самці досягають статевої зрілості за 15 місяців, самиці за 19 місяців. 